# Vienna Vikings
Die Vienna Vikings sind ein American-Football-Team aus der österreichischen Hauptstadt Wien. Sie spielen in der European League of Football (ELF) und wurden 2022 Meister der ELF. Stammverein der Mannschaft sind die AFC Vienna Vikings. Die Vikings wurden 15 Mal österreichischer Meister und fünf Mal Gewinner des Eurobowl.

## Geschichte

### Geschichte des AFC Vienna Vikings
Der AFC Vienna Vikings wurden am 11. Oktober 1983 von Thomas Aichmair gegründet. Aichmair hatte bereits 1979 mit den Vienna Ramblocks den ersten österreichischen American-Football-Club ins Leben gerufen. Ab 1986 spielten die Vikings in der ersten Liga und zogen auch in ihre erste Austrian Bowl gegen die Graz Giants ein. Die Giants waren der Serienmeister der 1980er und wurden der größte Rivale der Vikings. In zwei weiteren Finalteilnahmen der Wiener 1988 und 1991 unterlag man den Grazern.
Unter dem amerikanischen Coach Tom F. Smythe konnten die Vikings 1994 ihre erste Austrian Bowl mit einem 45:23 gegen die Giants gewinnen. Es folgten eine Finalniederlage 1995 und die zweite Meisterschaft 1996, jeweils gegen die Grazer. Zudem gab es zu dieser Zeit erste Auftritte in der European Football League (EFL).
Ab 1998 bis 2007 stand man zehn Mal in Folge in der Austrian Bowl und konnten diesen von 1999 bis 2003 fünf Mal in Folge gewinnen. Weitere Meisterschaften folgten 2005 und 2007. Dabei trat man unter den Sponsorennamen Chrysler Vikings Vienna und Dodge Vikings Vienna an. Mit den Tyrolean Raiders aus Innsbruck, heute Raiders Tirol, tauchte ein neuer großer Rivale auf, der 2004 erstmals die Austrian Bowl gewann. In diesem Jahr starteten die Vikings eine andere Serie. Vier Mal in Folge gewannen sie den Eurobowl, die Meisterschaft der EFL. Die Eurobowl fanden teilweise auf der Wiener Hohe Warte vor 6000 bis 7000 Zuschauern statt und wurden live vom Österreichischen Rundfunk übertragen.
Ab 2008 konzentrierte sich das nun Raiffeisen Vikings Vienna genannte Team auf einheimische Kräfte. Nach der Meisterschaft 2009 folgte 2012 bis 2014 wieder eine Hochphase der Vikings mit drei Meisterschaften in Folge. Insbesondere 2013 war eine perfekte Saison ohne Niederlage mit Siegen im Austrian Bowl XXIX und im Eurobowl XXVII jeweils gegen die Raiders Tirol. Es folgten Jahre, in denen man den Raiders im heimischen Finale unterlag, mit Ausnahme der Meisterschaft  2017. Aus der zusammen mit Deutschland gegründeten Big6 EFL zog man sich auf Grund von Streitigkeiten über den Status von Importspielern zurück. Eine 15. Meisterschaft holten sich die Vikings in der Corona-Saison 2020, die in einer Best-of-Five-Serie gegen die Graz Giants ausgetragen wurde.

### In der European League of Football
Am Tag vor dem Finale der ersten ELF-Saison 2021 gaben die Vikings bekannt, in die professionelle ELF einzusteigen. Die erste Mannschaft wurde dazu in eine Kapitalgesellschaft ausgelagert. Der Wirtschaftsanwalt und langjährige Quarterback in der Austrian Football League, Robin Lumsden stieg als Co-Eigentümer und Investor ein. Daneben stellt der Verein AFC Vienna Vikings weiterhin eine Mannschaft in der Austrian Football League sowie das Division Team in einer unteren Liga.
In der Saison 2022 spielte die ELF-Mannschaft in der Generali Arena. In der regulären Saison konnten die Vikings zehn der zwölf Spiele gewinnen und sich damit den ersten Platz der Central Division sichern. Vor dem Halbfinale zog der Fußball-Club Austria Wien die Zustimmung zur Nutzung der Generali Arena zurück. Das Spiel musste daher im Footballzentrum Ravelin vor 900 Zuschauern ausgetragen werden. Die Vikings zogen mit einem 39:12-Sieg gegen die Barcelona Dragons ins Finale im Klagenfurter Wörtherseestadion ein. Im Championship Game sicherten sich die Vikings mit 27:15 gegen die Hamburg Sea Devils die Meisterschaft der ELF.
Nachdem Quarterback Jackson Erdmann seinen Rückzug vom aktiven Sport erklärt hatte, verpflichteten die Vikings Chris Helbig von den Potsdam Royals als Quarterback für die Saison 2023. Ansonsten blieb das Roster größtenteils unverändert. Nach den Unstimmigkeiten mit der Austria blieb das Heimstadion der Vikings lange unklar. Schließlich wurde Anfang April für das erste Heimspiel gegen die Prague Lions erneut die Generali-Arena als Austragungsort bekanntgegeben. Die übrigens Heimspiele finden im Stadion Hohe Warte statt. Drei Spiele vor Ende der regulären Saison gewannen die Vikings vorzeitig erneut den Titel ihrer Conference und sicherten sich damit als erstes Team 2023 das Heimrecht in den Play-offs. Mit 12:0 Siegen aus der regulären Saison qualifizierten sie sich dann direkt fürs Halbfinale, wo sie die Stuttgart Surge zu Gast hatten. Durch eine 33:40-Heimniederlage verpassten die Vikings den Wiedereinzug ins Finale.
Schon während der laufenden Saison 2023 gaben die Vikings die Trennung von Offensive Coordinator John Shannon bekannt. Der österreichische Cheftrainer der Nationalmannschaft Max Sommer wurde als Berater verpflichtet, Calaycay übernahm das offensive Playcalling. Sommer übernahm im November 2023 die Stelle als Offensive Coordinator.
Zur Saison 2024 bekam das ELF-Team ein eigenes Logo, das sich vom Logo des Vereins unterscheidet.

## Statistik

### Platzierungen
- Conference Sieger: 2022, 2023, 2024
- ELF Champion: 2022
- ELF Halbfinale 2023

| Saison | Conf./Div. | Platz | Spiele | S  | N | SQ    | P+    | P−  | Diff | Conf | Serie             | Postseason                                                             | Zuschauer Ø |
| ------ | ---------- | ----- | ------ | -- | - | ----- | ----- | --- | ---- | ---- | ----------------- | ---------------------------------------------------------------------- | ----------- |
| 2022   | Central    | 1.    | 12     | 10 | 2 | 0,833 | 352   | 209 | +143 | 05:1 | 8S ‒ 1N ‒ 2S ‒ 1N | HF Sieg: Barcelona Dragons (39:12) CG Sieg: Hamburg Sea Devils (27:15) | 3.085       |
| 2023   | Eastern    | 1.    | 12     | 12 | 0 | 1,000 | 414   | 180 | +234 | 10:0 | 12S               | HF Niederlage: Stuttgart Surge (33:40)                                 | 4.910       |
| 2024   | Eastern    | 1.    | 12     | 12 | 0 | 1,000 | 457   | 179 | +278 | 08:0 | 12S               | HF Sieg: Paris Musketeers (47:31) CG Niederlage: Rhein Fire (20:51)    | 6.168       |
| 2025   | East       |       |        |    |   |       |       |     |      |      |                   |                                                                        |             |
| Summe  | Summe      | Summe | 36     | 34 | 2 | 0,944 | 1.223 | 568 | +655 | 23:1 |                   | Halbfinale 2-1, Finale 1-1                                             | 4.721       |

(HF: Halbfinale, CG: Championship Game)

### Direkter Vergleich
| Gegner               | erste Begegnung | Regular Season | Regular Season | Regular Season | Regular Season | Regular Season | Regular Season | Regular Season | Play-offs | Play-offs | Play-offs | Play-offs | Play-offs | Höchster Sieg | Höchste Niederlage |
| Gegner               | erste Begegnung | Sp             | S              | N              | SQ             | P+             | P−             | Diff           | S         | N         | P+        | P−        | Diff      | Höchster Sieg | Höchste Niederlage |
| -------------------- | --------------- | -------------- | -------------- | -------------- | -------------- | -------------- | -------------- | -------------- | --------- | --------- | --------- | --------- | --------- | ------------- | ------------------ |
| Barcelona Dragons    | 2022            | 2              | 2              | 0              | 1,000          | 51             | 38             | 0+13           | 1         | 0         | 39        | 12        | +27       | 39:12 (2022)  | –                  |
| Berlin Thunder       | 2023            | 4              | 4              | 0              | 1,000          | 102            | 62             | 0+40           |           |           |           |           |           | 34:90 (2024)  | –                  |
| Fehérvár Enthroners  | 2023            | 6              | 6              | 0              | 1,000          | 266            | 81             | +185           |           |           |           |           |           | 62:15 (2025)  | –                  |
| Frankfurt Galaxy     | 2022            | 2              | 1              | 1              | 0,500          | 38             | 52             | 0−14           |           |           |           |           |           | 30:10 (2022)  | 08:42 (2022)       |
| Hamburg Sea Devils   | 2022            |                |                |                |                |                |                |                | 1         | 0         | 27        | 15        | +12       | 27:15 (2022)  | –                  |
| Helvetic Mercenaries | 2024            | 2              | 2              | 0              | 1,000          | 98             | 43             | 0+55           |           |           |           |           |           | 49:30 (2024)  | –                  |
| Istanbul Rams        | 2022            | 2              | 2              | 0              | 1,000          | 86             | 22             | 0+64           |           |           |           |           |           | 49:00 (2022)  | –                  |
| Leipzig Kings        | 2023            | 2              | 2              | 0              | 1,000          | 94             | 28             | 0+66           |           |           |           |           |           | 47:14 (2023)  | –                  |
| Panthers Wrocław     | 2022            | 8              | 7              | 1              | 0,875          | 221            | 171            | 0+50           |           |           |           |           |           | 38:12 (2025)  | 06:42 (2022)       |
| Paris Musketeers     | 2024            | 2              | 2              | 0              | 1,000          | 75             | 62             | 0+13           | 1         | 0         | 47        | 31        | +16       | 47:31 (2024)  | −                  |
| Prague Lions         | 2023            | 6              | 6              | 0              | 1,000          | 290            | 62             | +228           |           |           |           |           |           | 69:21 (2023)  | –                  |
| Raiders Tirol        | 2022            | 8              | 8              | 0              | 1,000          | 244            | 126            | +118           |           |           |           |           |           | 41:70 (2025)  | –                  |
| Rhein Fire           | 2024            | 2              | 1              | 1              | 0,500          | 38             | 40             | 0−2            | 0         | 1         | 20        | 51        | −31       | 12:70 (2025)  | 20:51 (2024) CG    |
| Stuttgart Surge      | 2022            | 2              | 2              | 0              | 1,000          | 83             | 13             | 0+70           | 0         | 1         | 33        | 40        | 0−7       | 41:00 (2022)  | 33:40 (2023)       |

Stand: 16. August 2025
Legende:
| Spiele       | Siege              | Niederlagen           |
| SQ Siegquote | P+ gemachte Punkte | P− gegnerische Punkte |

## Kader
Nach den Regeln der ELF hat der Großteil eines Rosters aus Home-Grown-Spielern zu bestehen, also solchen, die in dem Land begonnen haben American Football zu spielen, in dem sie aktuell spielen. Um die Präsenz der ELF in Italien zu verbessern, haben die Vikings vereinfachte Zugriffsrechte auf Spieler aus Nordostitalien erhalten.

## Spielstätten

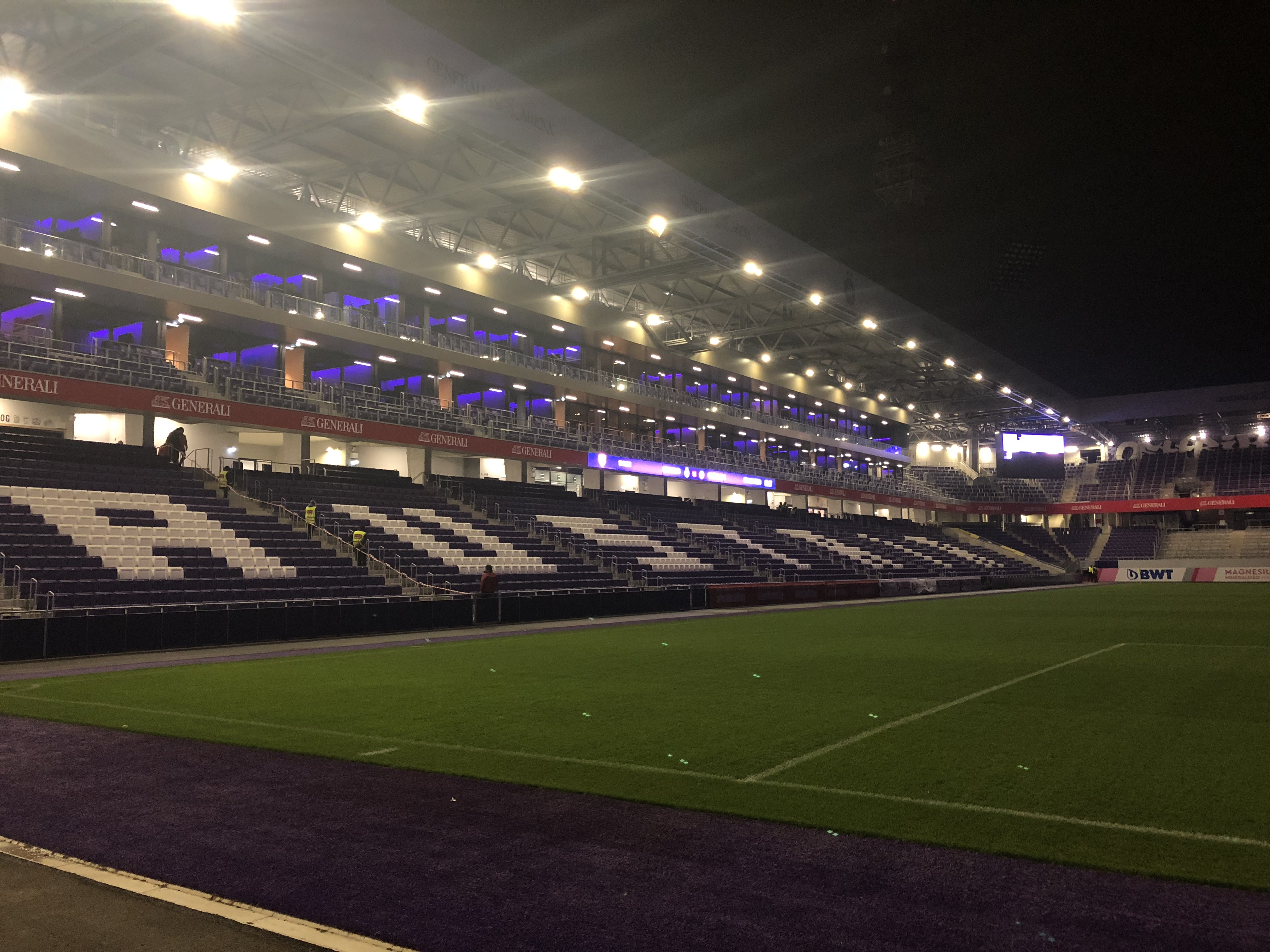
Generali Arena

|                                                       | Kapazität | Saison | Saison | Saison | Saison |
| 2022                                                  | Kapazität | 2023   | 2024   | 2025   |        |
| ----------------------------------------------------- | --------- | ------ | ------ | ------ | ------ |
| Generali Arena                                        | 17.656    | 6      | 1+PO   | 2+PO   | 2      |
| Hohe Warte                                            | 4.500     | –      | 4      | –      | 2      |
| Wiener Neustadt Arena                                 | 4.000     | –      | –      | 4      | 1      |
| Datenpol Arena                                        | 10.600    | –      | –      | –      | 1      |
| Ravelin                                               | 888       | PO     | 1      | –      | –      |
| Anzahl der regulären Saisonspiele, PO: Playoff-Spiel. |           |        |        |        |        |

### Generali Arena
In der Saison 2022 war die Generali Arena das Heimstadion der Vikings. Das Stadion, in welchem normalerweise der Fußballklub Austria Wien seine Spiele bestreitet, bietet Platz für bis zu 17.656 Zuschauer. In der Saison 2022 besuchten durchschnittlich 3.449 Fans das Stadion. Vor dem Halbfinale zog die Austria die Zustimmung zur Nutzung der Generali Arena zurück und das Spiel musste im Footballzentrum Ravelin ausgetragen werden.
In der Saison 2023 wurde erstmal nur der Home Opener gegen die Prague Lions in der Generali Arena gespielt. Das Halbfinale am 17. Juni 2023 gegen die Stuttgart Surge trugen die Wiener dann ebenfalls in der Generali Arena aus. Mit 10.108 Zuschauern gab es eine Rekordkulisse.
In der Saison 2024 wurde ebenfalls das erste Heimspiel in der Generali Arena ausgetragen. Gast war der österreichische Rivale Raiders Tirol. Auch das zweite Heimspiel gegen Berlin Thunder fand im Stadion der Austria Wien statt.

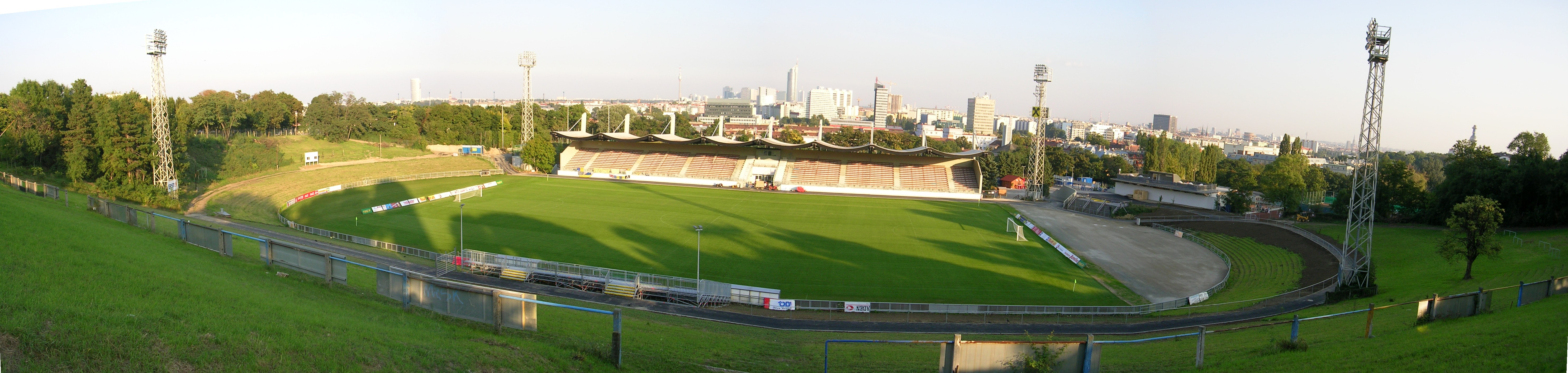
Stadion Hohe Warte

### Footballzentrum Ravelin
Das Footballzentrum Ravelin ist seit 2007 Trainingszentrum des AFC Vienna Vikings. Es beinhaltet auf einer Fläche von 25.600 m² zwei permanent markierte Kunstrasen-Footballfelder, fernsehtaugliches Flutlicht sowie eine Tribüne für 888 Zuseher.
Das ELF-Team spielte zwei Mal auf der Ravelin. Das Halbfinale 2022 fand vor 900 Zuschauern auf der Ravelin statt, nachdem Austria Wien die Zustimmung zur Nutzung der Generali Arena zurückgezogen hatte. In der Saison 2023 wurde das letzte Heimspiel gegen die Fehervar Enthroners auf der Ravelin ausgetragen.

### Hohe Warte
Das Stadion Hohe Warte, von den Fans auch „Heilige Warte“ genannt, ist das traditionelle Heimstadion des AFC Vienna Vikings. Es hat eine Zuschauerkapazität von 4.500 Personen. In der Saison 2023 war es das Hauptstadion des ELF-Teams.

### Wiener Neustadt Arena
Am 2. April 2024 gaben die Vikings bekannt, dass sie ihre weiteren Heimspiele der Saison 2024 in der Wiener Neustadt ERGO Arena, im etwa 50 km südlich der Bundeshauptstadt gelegenen Wiener Neustadt, austragen würden. In jenen vier Spielen traf man auf die Wroclaw Panthers, Helvetic Mercenaries, Prague Lions und Fehervar Enthroners. Das Stadion, regulär die Heimspielstätte der heimischen Fußballmannschaft 1. Fortuna Wiener Neustädter SC, wurde 2019 fertiggestellt, verfügt über Naturrasen und fasst 4.000 Zuseher.

## Sponsoren
Das ELF-Team der Vienna Vikings wird von 18 Unternehmen gesponsert, darunter enovis (Hersteller der Knieorthesen der O-Line), ein Dienstleister für Erneuerbare Energien Powerfusion, der Getränkekonzern Splendid Drinks mit der Marke 28 Black, Kentucky Fried Chicken, das Bäckereiunternehmen Ströck und das Online-Portal meinbezirk.at der RegionalMedien Wien.